# Gábor Székelyhidi
Gábor Székelyhidi (Debrecen, 30 de junho de 1981) é um matemático húngaro, especialista em geometria diferencial.
Irmão do também matemático László Székelyhidi, obteve o bacharelado em 2002 no Trinity College (Cambridge) com um Ph.D. em 2006 no Imperial College London, orientado por Simon Donaldson, com a tese Extremal metrics and K-stability. Székelyhidi fez um pós-doutorado na Universidade Harvard e foi de 2008 a 2011 Ritt Assistant Professor na Universidade Columbia. Na Universidade de Notre Dame foi professor assistente em 2011, professor associado 2014 e em 2016 professor pleno.
Suas pesquisas lidam com análise geométrica e geometria diferencial complexa (variedades de Kähler), incluindo a existência de métricas canônicas (como as métricas extremas de Kähler e Kähler-Einstein) sobre variedades projetivas.
Foi palestrante convidado do Congresso Internacional de Matemáticos em Seul (2014: Extremal Kähler metrics).

## Publicações selecionadas
- An Introduction to Extremal Kähler Metrics, Graduate Studies in Mathematics 152, AMS 2014[3]
- On blowing up extremal Kähler manifolds, Duke Math. J., Vol. 161, 2012, pp. 1411–1453; Blowing up extremal Kähler manifolds II, Invent. Math., Vol. 200, 2015, pp. 925–977 doi:10.1007/s00222-014-0543-y
- The Kähler-Ricci flow and K-polystability, Am. J. Math., Vol. 132, 2010, pp. 1077–1090 doi:10.1353/ajm.0.0128
- Greatest lower bounds on the Ricci curvature of Fano manifolds, Compositio Mathematica, vol. 147, 2011, pp. 319–331 doi:10.1112/S0010437X10004938
- com Valentino Tosatti: Regularity of weak solutions of a complex Monge-Ampere equation, Anal. PDE, Vol. 4, 2011, pp. 369–378 doi:10.2140/apde.2011.4.369
- Extremal metrics and K-stability, Bull. London Math. Soc., Vol. 39, 2007, pp. 76–84 doi:10.1112/blms/bdl015
- An introduction to extremal Kaehler metrics (pdf)